# Challenger de Saint-Tropez 2024
El torneo Saint-Tropez Open 2024 fue un torneo de tenis perteneció al ATP Challenger Tour 2024 en la categoría Challenger 125. Se trató de la 4ª edición; el torneo tuvo lugar en la ciudad de Saint-Tropez (Francia), desde el 16 hasta el 22 de septiembre de 2024 sobre pista dura al aire libre.

## Jugadores participantes del cuadro de individuales
| Preclasificado | País               | Jugador            | Rank1 | Posición en el torneo |
| 1              | Bandera de Croacia | Duje Ajduković     | 105   | Cuartos de final      |
| 2              | Bandera de Francia | Constant Lestienne | 109   | Segunda ronda         |
| 3              | Bandera de Francia | Luca Van Assche    | 111   | Primera ronda         |
| 4              | Bandera de Francia | Richard Gasquet    | 119   | Segunda ronda         |
| 5              | Bandera de Francia | Harold Mayot       | 127   | Segunda ronda         |
| 6              | Bandera de Francia | Gleb Sakharov      | 129   | Primera ronda         |
| 7              | Bandera de Francia | Lucas Pouille      | 140   | FINAL                 |
| 8              | Bandera de Francia | Ugo Blanchet       | 145   | Semifinales           |

- 1 Se ha tomado en cuenta el ranking del 9 de septiembre de 2024.

### Otros participantes
Los siguientes jugadores recibieron una invitación (wild card), por lo tanto ingresan directamente al cuadro principal (WC):
- Robin Bertrand
- Kyrian Jacquet
- Antoine Bellier

Los siguientes jugadores ingresan al cuadro principal tras disputar el cuadro clasificatorio (Q):
- Charles Broom
- Gijs Brouwer
- Eliakim Coulibaly
- Lucas Poullain
- Louis Tessa
- Jiří Veselý

## Campeones

### Individual Masculino
- Gijs Brouwer derrotó en la final a  Lucas Pouille por 6–4, 7–6(2)

### Dobles Masculino
- André Göransson /  Sem Verbeek contra  Sander Arends /  Luke Johnson